# Ligne de tramway 15B
La ligne 15B est une ancienne ligne de tramway vicinal de la Société nationale des chemins de fer vicinaux (SNCV) qui reliait Casteau à Horrues entre 1901 et 1950.

## Histoire
La ligne est supprimée le 19 mars 1950, elle n'est pas remplacée par service d'autobus.

## Vestiges
- une section de voies devant la gare de Neufvilles.

## Exploitation

### Horaires
Tableaux : 392/1 (1931), numéro partagé avec la ligne 392/2 Casteau - Strépy-Bracquegnies.